# کاتلین اسکات
کاتلین اسکات (انگلیسی: Kathleen Scott; ۲۷ مارس ۱۸۷۸ – ۲۵ ژوئیهٔ ۱۹۴۷) مجسمه‌ساز اهل بریتانیا و همسر رابرت فالکون اسکات، مکتشف برجستهٔ انگلیسی بود.